# 国民体育大会トライアスロン競技
国民スポーツ大会におけるトライアスロン競技は、公開競技として実施されている。大会は成年のみ実施。

## 歴史
2002年にデモンストレーション行事としてアクアスロンを実施。
2003年はトライアスロンとして初めて開催。
第64回（2009年）より公開競技として実施される。
第70回（2015年）より隔年開催。
第73回（2018年）より毎年競技に昇格予定。

## 開催記録
| 回 | 年   | 開催地       | 男子優勝           | 女子優勝         | 備考                         |
| -- | ---- | ------------ | ------------------ | ---------------- | ---------------------------- |
| 64 | 2009 | 新潟県村上市 | 佐藤治伸（愛媛）   | 崎本智子（愛媛） |                              |
| 65 | 2010 | 千葉県銚子市 | 細田雄一（千葉）   | 上田藍（千葉）   |                              |
| 67 | 2012 | 岐阜県海津市 | 佐藤治伸（愛媛）   | 西麻依子（岐阜） |                              |
| 68 | 2013 | 東京都三宅村 | 福井英郎（愛知）   | 高橋侑子（東京） |                              |
| 69 | 2014 | 長崎県五島市 | 青木一磨（神奈川） | 川口綾巳（長崎） | 台風の影響によりバイクは中止 |
| 71 | 2015 | 岩手県釜石市 |                    |                  |                              |